# Арманд Халмош
Арманд Халмош (угор. Armand Halmos, 13 березня 1894, Будапешт) — угорський футболіст. По завершенні ігрової кар'єри — тренер, відомий роботою з низкою італійських команд.

## Ігрова кар'єра
Грав на батьківщині за команду клубу МТК (Будапешт).

## Кар'єра тренера
Після Першої світової війни перебрався до Італії. Як представник однієї з найпрогресивніших на той час у континентальній Європі футбольних шкіл 1922 року угорець отримує запрошення очолити тренерський штаб клубу СПАЛ з третього дивізіону чемпіонату країни.
Протягом 1920-х і 1930-х років встиг пропрацювати з більш ніж десятьма італійськими командами. зокрема з «Пармою», «Кремонезе», «П'яченцою», «Беневенто», «Салернітаною».
Останнім місцем тренерської роботи був «Палермо», головним тренером команди якого Арманд Халмош був з 1938 по 1939 рік.
З 1936 року також входив до складу Федерального тренерського комітету, органу, що надавав методичну і технічну допомогу невеликим футбольним командам, які не мали можливості утримувати власні тренерські штаби.